# Belweder na wzgórzu Klausberg

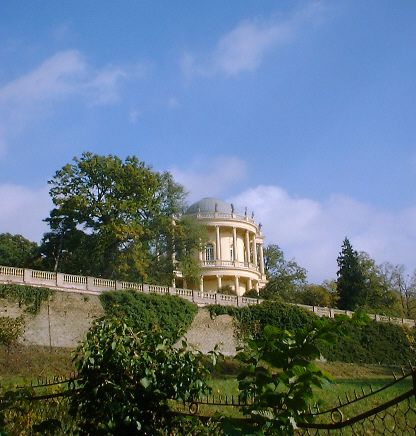
Belweder na wzgórzu Klausberg

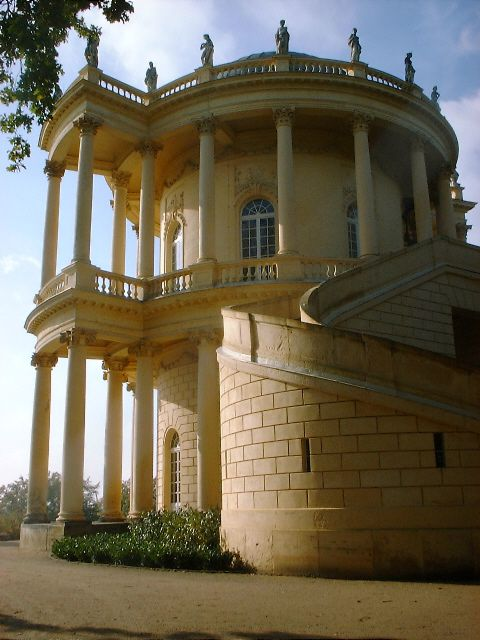
Belweder na wzgórzu Klausberg, widok od północnego wschodu

Belweder na wzgórzu Klausberg (niem. Belvedere auf dem Klausberg) – belweder na wzgórzu Klausberg w zachodniej części parku Sanssouci w Poczdamie. Wzniesiony w latach 1770-72 przez Georga Christiana Ungera na zlecenie króla Prus Fryderyka II Wielkiego. Doszczętnie zniszczony w ostatnich dniach II wojny światowej, odbudowany w 2002.
Obecnie opiekę nad budowlą sprawuje Fundacja Pruskie Pałace i Ogrody Berlin-Brandenburg (niem. Stiftung Preußische Schlösser und Gärten Berlin-Brandenburg).

## Historia
Po ukończeniu budowy Nowego Pałacu w 1769 r. w zachodniej części parku Sanssouci, rozpoczęto prace nad aranżacją ogrodu. Na południowych stokach wzgórza Klausberg posadzono drzewa owocowe i winorośle. Następnie w latach 1770-72 Georg Christian Unger wybudował na wzgórzu na zlecenie króla Prus Fryderyka II Wielkiego belweder, skąd rozciągał się wspaniały widok na park Sanssouci, pałace Hohenzollernów i miasto Poczdam.
Od strony północnej do belwederu przylegała klatka schodowa, która po zniszczeniach spowodowanych nadmierną wilgocią, została przebudowana w 1839, otrzymując formę podkowy. Klatka schodowa otrzymała otwory wentylacyjne oraz okna. W 1903 przeprowadzono kolejną renowację na zlecenie cesarza Wilhelma II. Powstałe wtedy pokoje dla służby oraz pomieszczenia sanitarne miały umożliwić rodzinie cesarskiej dłuższe pobyty w belwederze.
W kwietniu 1945 budynek został doszczętnie zniszczony wskutek ostrzału artyleryjskiego. Zabezpieczony po wojnie, został odbudowany dopiero po zjednoczeniu Niemiec i oddany do użytku we wrześniu 2002. Trwającą ponad dziesięć lat odbudowę sfinansowała monachijska Fundacja Messerschmitta. Obecnie opiekę nad budowlą sprawuje Fundacja Pruskie Pałace i Ogrody Berlin-Brandenburg (niem. Stiftung Preußische Schlösser und Gärten Berlin-Brandenburg).

## Architektura
Projektując belweder, Georg Christian Unger wzorował się na szkicach włoskiego archeologa Francesco Bianchiniego opublikowanych w 1738 w dziele Del Palazzo de´Cesari. Bianchini podjął się próby rekonstrukcji pałacu cesarskiego na rzymskim Palatynie. W swojej pracy opierał się na przekazach literackich doby antyku, odkryciach archeologicznych oraz na przedstawieniu antycznego budynku świątynnego zachowanym na starożytnej monecie rzymskiej, znalezionej na placu marcellum magnum wybudowanym za panowania Nerona. Obraz na monecie przedstawia otwartą rotundę przykrytą kopułą otoczoną przez kolumny.

### Architektura zewnętrzna
Belweder ma formę dwupiętrowej rotundy. Dolna część budowli opiera się na dwudziestu kolumnach porządku jońskiego, które podtrzymują następne piętro otoczone dwudziestoma kolumnami korynckimi. Po stronie wschodniej i zachodniej znajdują się portyki. Trzecia kolumnada, złożona z figur z piaskowca przedstawiających postaci boskie, opasuje górną część budowli pod kopułą.

### Architektura wnętrz
We wnętrzach belwederu znajdowały się dwie sale położone jedna nad drugą. Do górnej sali prowadziły schody w formie podkowy, wejście do dolnej sali znajdowało się pomiędzy skrzydłami schodów.
Ściany sali dolnej wykładane były płytami z białego marmuru śląskiego, przeplatanymi wstawkami z czerwonego jaspisu, który zdobił również przestrzenie bezpośrednio nad drzwiami. Podłoga wyłożona była szarymi płytami z marmuru, które pośrodku tworzyły ośmioramienną gwiazdę. Motyw gwiazdy powtórzony był na wypukłym sklepieniu. Sala urządzona była skromnie – znajdowało się tu szesnaście pozłacanych krzeseł z siedzeniami pokrytymi czerwoną skórą. Sala dolna nie została odrestaurowana.
Ściany odnowionej sali górnej wyłożone są jasnozielonymi płytami z marmuru. Pozłacane rokokowe rocaille zdobią obramowania okien. Podłogę pokrywa drewniany parkiet w trapezoidalne wzory. Na suficie znajduje się kopia oryginalnego malowidła autorstwa Karla Christiana Wilhelma Barona i Friedricha Wilhelma Bocka, odtworzonego na podstawie czarno-białych fotografii. Podobnie jak w sali dolnej, na górze znajdowało się szesnaście pozłacanych krzeseł z siedzeniami z zielonej skóry.

## Literatura
- Amtlicher Führer der Stiftung Preußische Schlösser und Gärten Berlin Brandenburg: Der Klausberg. Poczdam: 2003. (niem.).Sprawdź autora:1. Brak numerów stron w książce